# Balsamowiec właściwy
Balsamowiec właściwy (Commiphora gileadensis (L.) C.Chr.) – gatunek rośliny z rodziny osoczynowatych (Burseraceae). Rośnie dziko w Afryce Północnej (Egipt, Dżibuti, Erytrea, Etiopia, Somalia, Sudan) i na Półwyspie Arabskim (Arabia Saudyjska, Oman, Jemen).

## Znaczenie
Wydziela substancję zwaną balsamem mekka lub opobalsamem. Według wszystkich badaczy roślin biblijnych balsam ten występuje pod różnymi nazwami w Biblii. W starożytności był stosowany jako lekarstwo i perfumy.